# Cantó de Canes Centre
El cantó de Canes Centre és un cantó francès del departament dels Alps Marítims, situat al districte de Grassa. Compta amb part del municipi de Canes.

## Municipis
- Canes

## Història
| Data d'elecció                           | Identitat        | Partit                    | Qualitat |
| ---------------------------------------- | ---------------- | ------------------------- | -------- |
| 1985-1994                                | Jacques Dozol    | RPR                       |          |
| 1994-2001                                | Albert Lopez     | UDF                       |          |
| 2001-                                    | Philippe Tabarot | DL, després Divers droite |          |
| les dades anteriors no són pas conegudes |                  |                           |          |
|                                          |                  |                           |          |

| 1962 | 1968 | 1975 | 1982 | 1990 | 1999   | 2007   |
| ---- | ---- | ---- | ---- | ---- | ------ | ------ |
| -    | -    | -    | -    | -    | 26.550 | 28.311 |